# Amerikai kőris

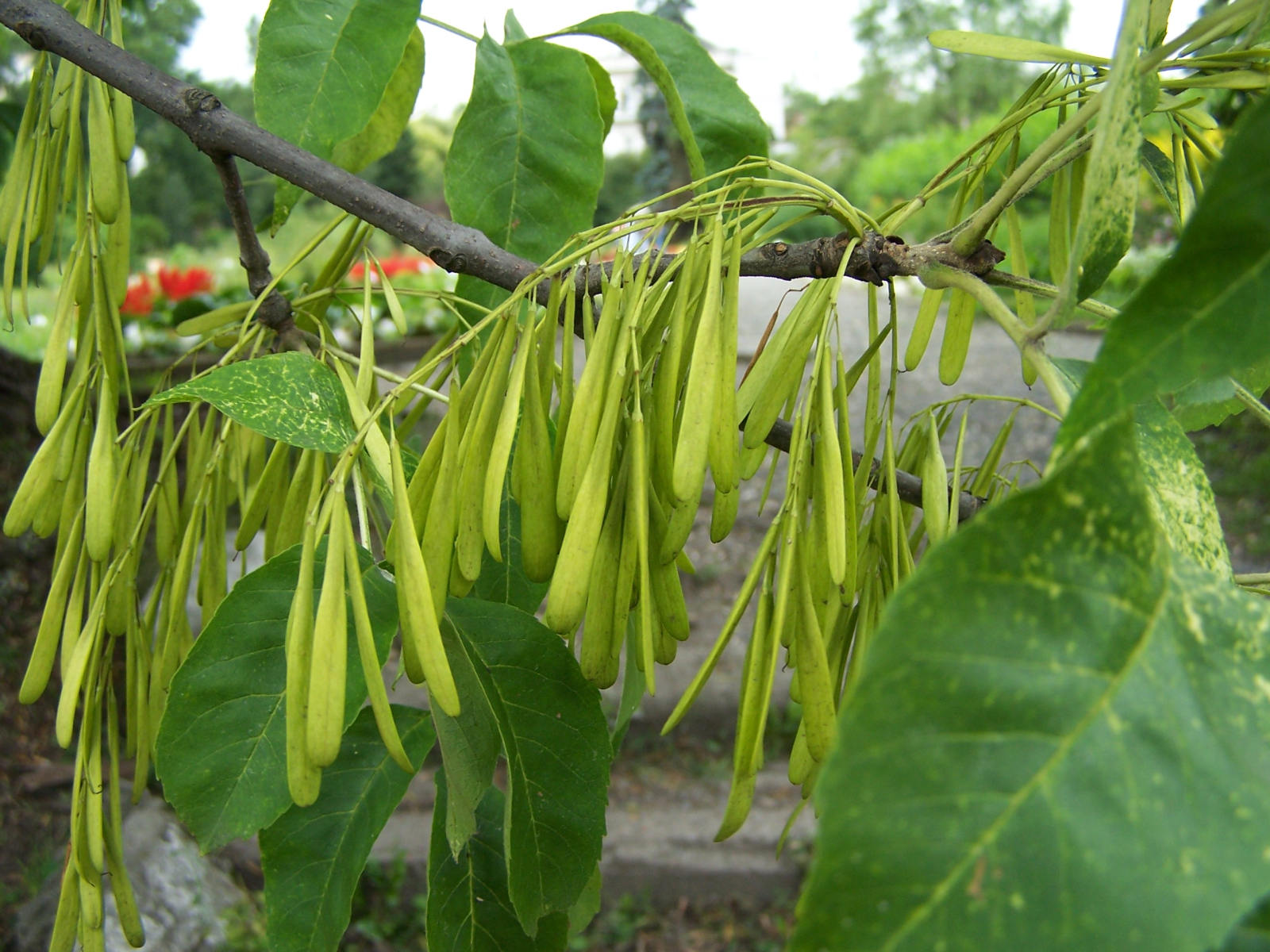
Termése

Az amerikai kőris (Fraxinus pennsylvanica) az olajfafélék családjába tartozó lombhullató fafaj.

## Elterjedése
Neoholarktikus fajként Észak-Amerika keleti részéről, az atlantikus–észak-amerikai flóraterületről származik, de előnyös tulajdonságai miatt a mérsékelt égövben sokfelé ültetik. Magyarországon inváziós fajnak minősül, nem ültethető, a sarjak terjedésének megakadályozása a terület tulajdonosának kötelessége.
Két alfaját a 18/19. század fordulóján telepítették át Európába:
- Fraxinus pennsylvanica var. austini 1780 körül,
- Fraxinus pennsylvanica var. subintegerrima 1820 táján.

## Jellemzői
Törzse alacsony (< 25 m), lombozata laza. A magányosan álló példányok törzse általában csavart, illetve görbe; koronája széles, szabálytalan alakú, ágai többnyire csüngők. Sűrűn, állományban ültetve viszont karcsú, a csúcsig követhető, sudaras törzset nevel, a villásodás nem jellemző rá. Koronája ilyenkor keskeny, ágai vékonyak.
Kérge korán repedezik. A hosszanti irányban repedezett barna héjkéreg repedései keskenyek, a kéregcserepek háta lapos.
Fiatalon karógyökérzete van, ami idővel sekélyen elhelyezkedő, terjedelmes szívgyökérzetté alakul.
Vastag, fénytelen, világosszürke-világossárga, hengeres hajtásait világosbarna paraszemölcsök tarkítják. A hajtás rügymagasságban nem vagy csak kissé laposodik el; ezért a levélpárna kevéssé kiugró. Hónaljrügyei tojásdadok, viszonylag nagyok. Rügypikkelyei rozsdabarnák és molyhosak; levélripacsai félhold alakúak; rajtuk az edénynyalábok végződései szögletesek.
Levele 5–15 levélkéből álló, páratlanul szárnyalt, összetett levél. A levélkék elliptikusak, nyelesek, fűrészesek, a csúcslevél jóval nagyobb a többinél.
Páratlanul szárnyalt, összetett levelei 20–25 cm hosszúak, és rendszerint hét, ritkábban
kilenc levélkéből állnak. A tojásdad vagy lándzsás tojásdad levélkék 7–10 cm hosszúak, 3–5 cm szélesek, a hazai kőrisek levélkéinél nagyobbak. A levélkék nyele rövid. A levélke lemeze vékony, papírszerű, fonákán a főér nem rozsdásan szőrös.
Virágairól a párta hiányzik. Termése keskeny, hosszú szárnyú lependék. Októberben érik, de csak tavasszal hullik le. A világosbarna szárnyak vége lekerekített vagy kicsípett. A magok zabszemszerűek.

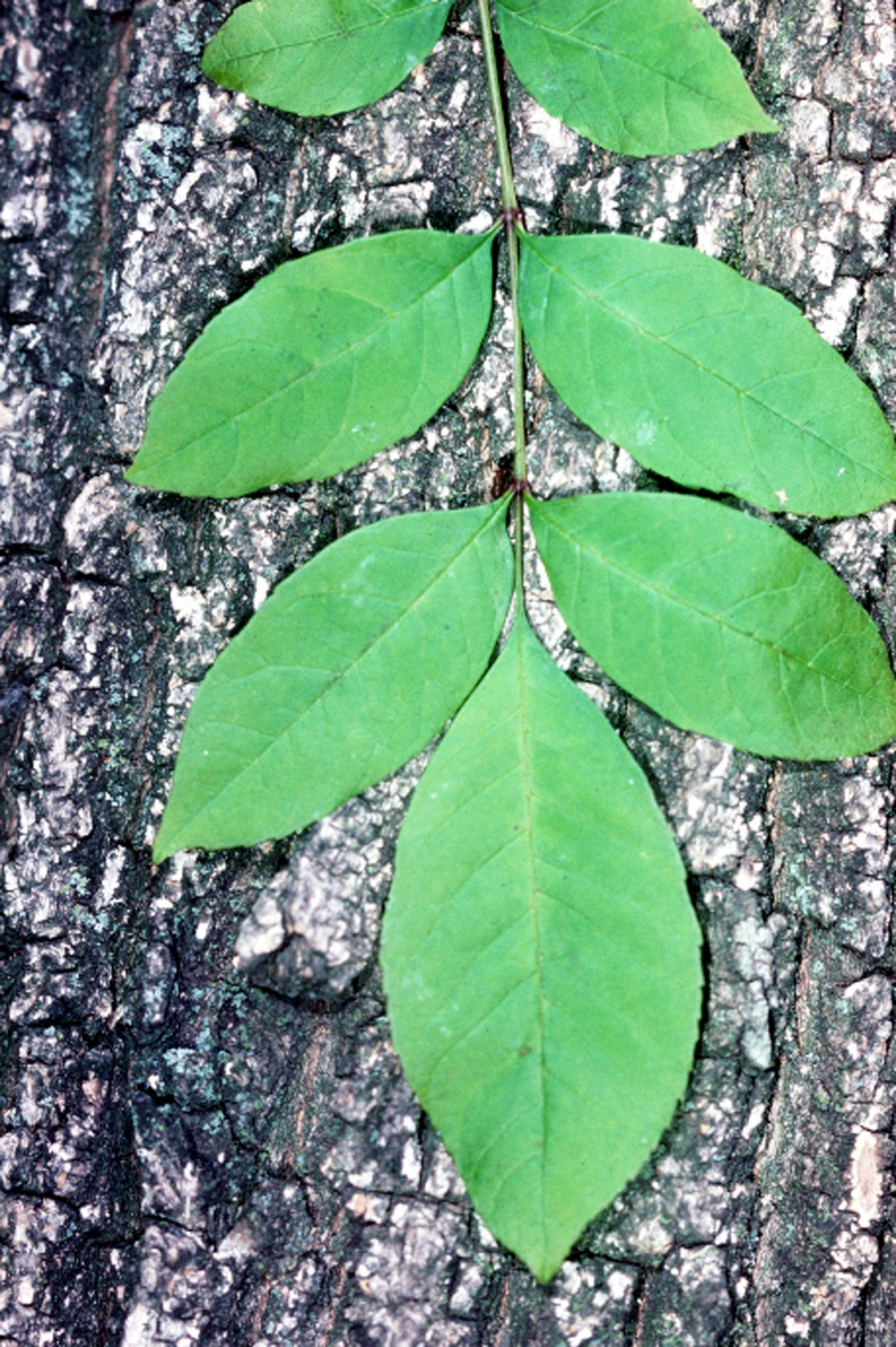
Levele és kérge

## Életmódja, termőhelye
Magyarországon elsősorban a sziki tölgyesekbe, valamint a síksági ártéri ligeterdőkbe telepítették – leginkább elegyfának, mert nagy fényigénye miatt a tisztán kőrises erdők erősen kiritkulnak. Nagy előnye a többi kőrisfajjal szemben, hogy a vad nem károsítja. Az Európában elterjedt növénykártevőknek is jól ellenáll. Eredeti termőhelyén a smaragd kőris kéregrontó (Agrilus planipennis) erőteljesen károsítja.
Az első években gyorsan nő, de csak a sok tápanyagot tartalmazó talajokon. Gyorsan felújul, ezért a Magyarországon őshonos kőrisfajoktól eltérően alatta a talaj nem gyomosodik el. Természetes módon még a szikes talajokon is jól felújul. A fényt, a meleget és a nedvességet kedveli; leginkább pangó vizes területekre érdemes telepíteni.
Kétlaki; virágai áprilisban nyílnak. Tuskója nagyon jól sarjad. A sótartalmat és a szennyezett levegőt is jól tűri, ezért az ilyen helyeken véderdők, erdősávok telepítésére igen alkalmas. Városokba, esztétikai céllal is jól ültethető.
Magyarországon inváziós fajnak számít, csak kertészeti változatai ültethetőek.

## Hasznosítása
Faanyaga a magas kőriséhez hasonló minőségű, de görbe növekedése erősen korlátozza bútoripari felhasználhatóságát.